# Parque Moinhos de Vento
O Parque Moinhos de Vento, popularmente conhecido como Parcão, é uma área verde localizada no bairro Moinhos de Vento, em Porto Alegre.

## História
O nome do Parque remonta ao século XVIII, quando o mineiro Antônio Martins Barbosa estabeleceu na região, em uma parte elevada da avenida Independência, o seu moinho de vento. Na época, o trigo era um produto de grande importância econômica para o povo da freguesia de Nossa Senhora de Madre de Deus, que se tornou cidade de Porto Alegre em 1822.
Antes de tornar-se parque, o atual Parcão era ocupado por um hipódromo. No final do século XIX, Porto Alegre tinha quatro hipódromos, sendo um deles o Prado Independência, que funcionou de 1854 a 1959. Na época, o turfe foi muito popular. Tendo perdido espaço para o futebol, somente o hipódromo Independência conseguiu se preservar e logo passou a ser chamado de Hipódromo Moinhos de Vento. Porém, este não conseguia mais dar conta da demanda com sua limitada estrutura, e o Jockey Club do Rio Grande do Sul se viu obrigado a procurar um novo lugar para suas atividades, fundando o Hipódromo do Cristal, na zona sul da cidade.
Atentos à necessidade e aos benefícios de áreas verdes na cidade, foram o jornalista Alberto André e os vereadores Germano Petersen Filho, Mariano dos Santos e Say Marques que decidiram transformar a área do hipódromo Moinhos em um "jardim público". Em 8 de março de 1960, na Câmara dos Vereadores, Petersen Filho pediu ao então prefeito José Loureiro da Silva um estudo para a criação de um parque. O decreto 2419 de 10 de setembro de 1962 desapropiou a área do Jockey Clyb, de modo que o pagamento da compra foi realizado em três formas: em dinheiro, em quitação e em resgate de taxas. Por fim, o decreto 3703 de 9 de novembro de 1972 oficializou a denominação da área: Parque Moinhos de Vento.
Além do hipódromo, funcionou também no parque, até o ano de 1954, o Estádio da Baixada, pertencente ao Grêmio, o qual inaugurou o Estádio Olímpico Monumental naquele mesmo ano, no bairro Azenha.
Em 2016, cerca de 100 mil pessoas se reuniram no parque durante os protestos contra o governo Dilma Rousseff, e o local acabou virando palco de protestos subsequentes.

## Estrutura
A sede administrativa do Parque Moinhos de Vento fica na réplica de um moinho açoriano, cercado por um lago artificial que possibilita vida para uma fauna composta por peixes, tartarugas, jabutis, gansos e marrecos. O Parcão também conta com playground e com a Biblioteca Ecológica Infantil Maria Dinorah, a qual possui cerca de mil livros, inclusive títulos em braile. Dos monumentos, o que mais se destaca é o criado por Carlos Tenius, em homenagem a Castelo Branco.
Parque Moinhos de Vento
- O lago do parque
- Monumento a Castelo Branco
- Réplica de um moinho açoriano

## Monumento a Castelo Branco
No dia 25 de abril de 1979, foi inaugurado no Parque Moinhos de Vento o monumento em homenagem à Castelo Branco. A cerimônia contou com a presença do general João Batista Figueiredo, que descerrou a placa, mas não realizou nenhum pronunciamento. Também estiveram presentes os filhos de Castelo Branco, Paulo Viana Castelo Branco e Antonienta Castelo Branco Diniz, e outras autoridades ministeriais, incluindo onze ex-ministros do governo do marechal, além de empresários, estudantes que circundavam o palanque, e um público bastante significativo, separado do ato por um cordão de isolamento.